# Monotoma longicollis
Monotoma longicollis – gatunek chrząszcza z rodziny obumierkowatych.
Gatunek ten został opisany w 1827 roku przez Leonarda Gyllenhaala jako Cerylon longicollis.
Chrząszcz o ciele długości od 1,4 do 1,7 mm, w całości ubarwionym ciemnobrunatnie z jasnobrunatnymi czułkami i odnóżami. Mała, delikatnie punktowana głowa ma silnie opadające ku dołowi nadustek i przód czoła, duże i półkoliste oczy oraz bardzo krótkie i porośnięte odstającym owłosieniem skronie. Wydłużone, nieco ku tyłowi zwężone i zaokrąglone przedplecze ma kąty przednie płatowato wystające, a kąty tylne zaokrąglone i pozbawione wyraźnych ząbków. Na powierzchni przedplecza widnieją małe wgniecenia. Wierzch słabo spłaszczonych i trochę rozszerzonych pokryw jest gładki i mydlanie połyskujący.
Owad ten zasiedla rozkładającą się materię roślinną. Występuje w ściółce iglastej i liściastej oraz w glebie, a w warunkach synantropijnych spotykany jest w kompoście, sianie, słomie i plewach.
Chrząszcz pierwotnie palearktyczny, rozsiedlony od Makaronezji przez Europę, po Kaukaz i Bliski Wschód. Ponadto znany z krainy etiopskiej i australijskiej. W Europie stwierdzony został w Portugalii, Hiszpanii, Francji, Irlandii, Wielkiej Brytanii, Niemczech, Szwajcarii, Austrii, Włoszech, Danii, Szwecji, Finlandii, Polsce, Czechach, Słowacji, Węgrzech, Ukrainie, Rosji, Rumunii, Chorwacji i Grecji. Na północ kontynentu sięga daleko za koło podbiegunowe. 